# XV dinastia egizia
La XV dinastia egizia comprende quei sovrani, di stirpe semitica, che governarono quasi tutto l'Egitto da Avaris, nel delta del Nilo, e che sono conosciuti come hyksos, o meglio come grandi hyksos in quanto altri sovrani locali, sempre di stirpe semita, sono raccolti nella XVI dinastia e sono detti piccoli hyksos. Il loro regno si colloca nel secondo periodo intermedio dell'Egitto.

## Problema delle fonti
Il principale problema nel realizzare un elenco dei sovrani della XV dinastia risiede nella scelta di quale fonte primaria seguire.
La principale difficoltà è quella di associare i nomi della redazione manetoniana con quelli rinvenuti sui reperti archeologici, principalmente scarabei. In molti casi mancano anche quelle semplici assonanze che in altre situazioni hanno permesso di associare i nomi grecizzati di Manetone con quelli egizi.
Il Canone Reale è andato quasi del tutto perso proprio nella sezione (colonna 10) che dovrebbe ospitare questi sovrani. Ciò che rimane di leggibile è solamente il nome dell'ultimo sovrano (Khamudi), alcune lunghezze di regni e parte della durata complessiva della dinastia: 100 + x anni.
Nella prima delle tabelle che seguono sono stati riportati i nomi forniti dagli epitomatori di Manetone insieme a quanto ricavabile incrociando altre fonti con i dati archeologici.
Da tutto quanto detto la tabella che segue è una possibile struttura della XV dinastia ma certamente non l'unica.

## Lista dei sovrani della XV dinastia
| praenomen                       | nomen     | Giuseppe Flavio | Sesto Africano | periodo di regno                |
| Sekhaenra                       | Sharek    | Salitis         | Saites         | 1674 a.C. - 1655 a.C.           |
| Maaibra                         | Sheshi    | Bnon            | Bnon           | 1655 a.C. - 1640 a.C. (?)       |
|                                 | Seker-her |                 |                | dopo il 1640 a.C.               |
| Meruserra                       | Jacobher  | Apachnan        | Pachnan        | tra il 1640 a.C. e il 1600 a.C. |
| Suserenra                       | Khyan     | Jannas          | Jannas         | 1600 a.C. - 1580 a.C.           |
| Nebkhepeshra Aauserra Aaqenenra | Ipepi     | Aphophis        | Apophis        | 1580 a.C. - 1540 a.C.           |
|                                 | Khamudi   | Assis           | Arkhles        | 1540 a.C. - 1530 a.C.           |

## XV dinastia secondo Jürgen von Beckerath
La XV dinastia secondo l'egittologo Jürgen von Beckerath.
| von Beckerath                                    | Manetone |
| ------------------------------------------------ | -------- |
| Shalik (identificabile con Sekhaenra)            | Salitis  |
| Beon (identificabile con Maaibra Sheshi)         | Bnon     |
| Apakhnan (identificabile con Meruserra Jacobher) | Apachnan |
| Suserenra Khyan                                  | Jannas   |
| Aphophis                                         | Apophis  |
| Aasehra Khamudi                                  | Assis    |

## XV dinastia secondo Kim Ryholt
La XV dinastia secondo l'egittologo Kim Ryholt.
| Ryholt            | Manetone |
| ----------------- | -------- |
| Semqen            |          |
| Aperanat          |          |
| Seker-her         |          |
| Suserenra Khyan   | Jannas   |
| Apophis           | Apophis  |
| Hotepibra Khamudi | Assis    |